# Marineflieger
Le Marineflieger est la force aéronavale de la marine allemande.

## Histoire
Pendant la Première Guerre mondiale, les aviateurs navals allemands faisaient partie de la Kaiserliche Marine. Entre les deux guerres, l'aviation navale, la Seeflieger fut absorbée par la Luftwaffe de Hermann Göring en 1935.
Après la Seconde Guerre mondiale, il fallut attendre que l'Allemagne de l'Ouest fasse partie de l'OTAN en 1956 et la création de la Bundesmarine pour que la force d'aviation navale (Marineflieger) puisse être mise en place.
Les Britanniques ont largement contribué à la création de la branche aéronavale tant à la fourniture des aéronefs qu'à la formation des pilotes. Un certain nombre d'officiers de la Royal Navy Fleet Air Arm (FAA) furent détachés dans le cadre du processus de mise en place de la marine allemande. Les premiers avions fournis furent le Hawker Sea Hawk, qui ont été utilisés par les Marinefliegergeschwader 1 et 2 ainsi que le Fairey Gannet. Jusqu'à ce que les nouvelles bases soient opérationnelles en Allemagne, les pilotes furent formés avec la FAA au Royaume-Uni.
Le 18 août 1962, un Hawker Sea Hawk, piloté par le Kapitänleutnant Knut Anton Winkler, fut attaqué par des chasseurs MiG-21 des forces aériennes soviétiques lorsqu'il survola accidentellement l'espace aérien est-allemand, près d'Eisenach. Winkler, qui était de retour d'un exercice d'entraînement à bord de l'USS Saratoga dans l'océan Atlantique, dut effectuer un atterrissage d'urgence à Ahlhorn, à 45 km au sud-ouest de Brême. L'avion fut finalement envoyé à la destruction.
Les 27 Sea Hawk survivants et les stocks de pièces détachées furent cédés à l'Inde, en 1965, et remplacés par des F-104 Starfighter. Deux escadres de ces avions avaient des missions d'attaque anti-surface et de reconnaissance maritime. Elles commencèrent à utiliser des missiles AS.30 dans le cadre de leurs missions anti-navires avant de les remplacer par des AS.34 Kormoran plus modernes.
La marine ouest-allemande reçoit le premier de vingt Breguet Atlantic de lutte anti-sous-marine le 10 décembre 1965 sur la BAN Nîmes-Garons. Certains sont équipés pour effectuer du renseignement électronique.
La Marineflieger, en remplacement de ses Starfighter, acquit un total de 112 Tornado IDS qu'elle utilisa de 1982 à 2005. Depuis cette date, elle ne dispose plus de chasseurs-bombardiers.

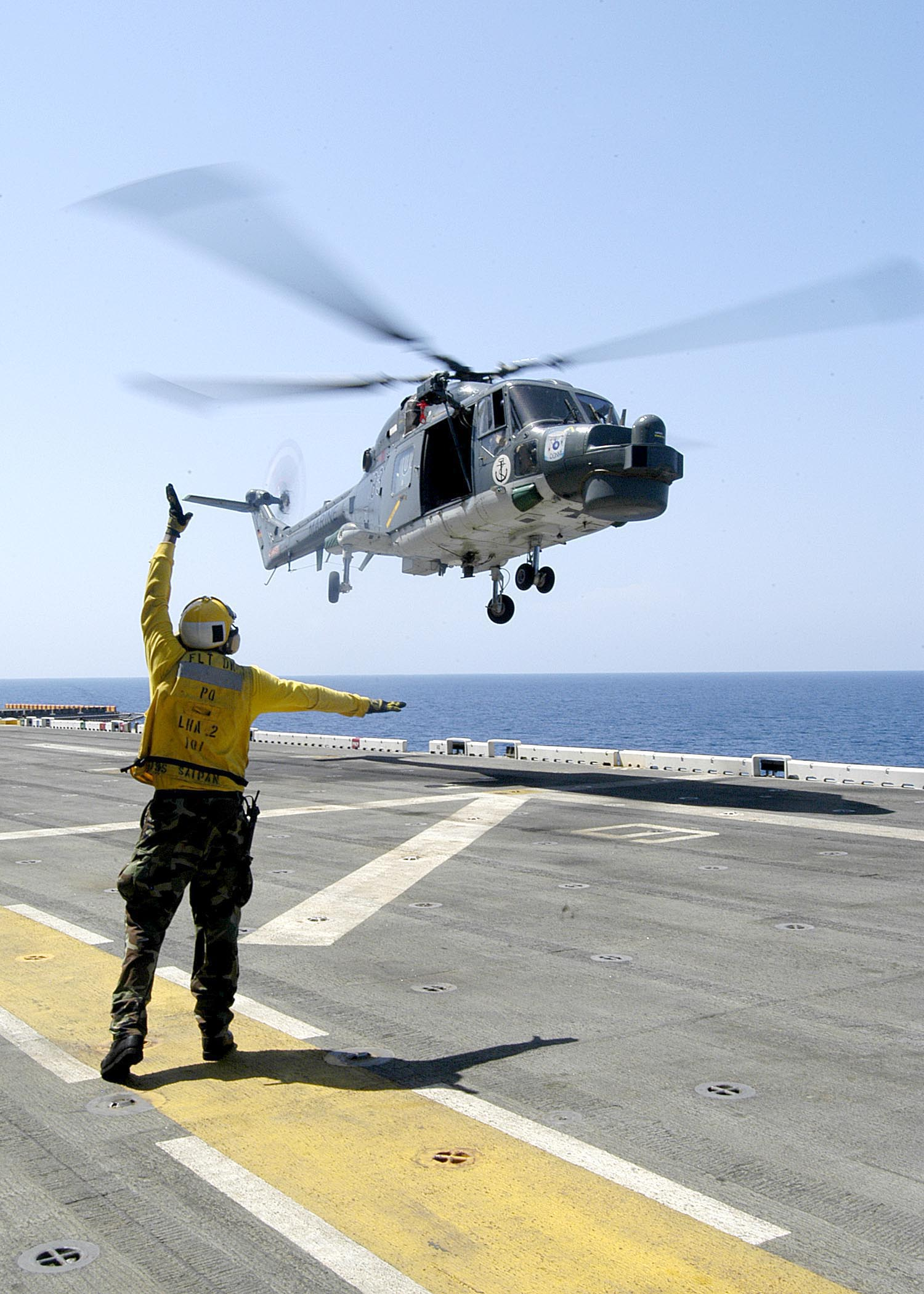
Décollage d'un Sea Lynx MK88 depuis l'USS Saipan (LHA-2) après une brève visite du commandant de la force opérationnelle combinée 150 (CTF-150).

## Aéronefs
Aéronefs utilisés par l'aviation navale allemande en 2024:
| Aéronefs           | Origine          | Type                         | En service | Versions       | Notes |       |
| Avion              | Avion            | Avion                        | Avion      | Avion          | Avion | Avion |
| ------------------ | ---------------- | ---------------------------- | ---------- | -------------- | --- | ----- |
| Dornier 228        | Allemagne        | Avion de patrouille          | 2          |                | Utilisé pour le compte du ministère fédéral des Transports et de l'Infrastructure pour surveiller la pollution marine. |       |
| Lockheed P-3 Orion | États-Unis       | Avion de patrouille maritime | 2          | P-3C II½ CUP   | Anciennement de la Koninklijke Marine.                                                                                 |       |
| Hélicoptère        |                  |                              |            |                | |       |
| Westland Lynx      | Royaume-Uni      | Lutte anti-sous-marine       | 22         | Sea Lynx Mk 88 | Devrait être remplacé à partir de 2025 par 31 NH-90 MRFH (Muti-Role Frigate Helicopter).                               |       |
| NHIndustries NH90  | Union européenne | Hélicoptère multirôle        | 18         | Sea Lion NH 90 | Version navale (NFH) du NH90 prévue pour remplacer les Sea King.                                                       |       |

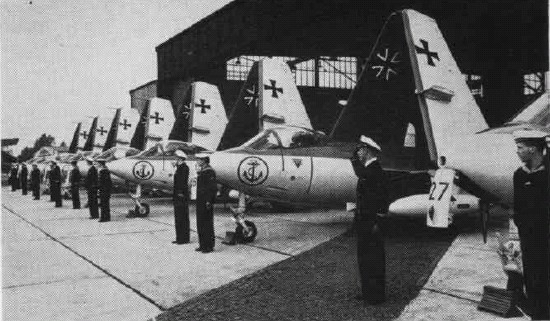
Réception des premiers Hawker Sea Hawk du MFG-1 sur la base aérienne de Schleswig-Jagel en août 1958.
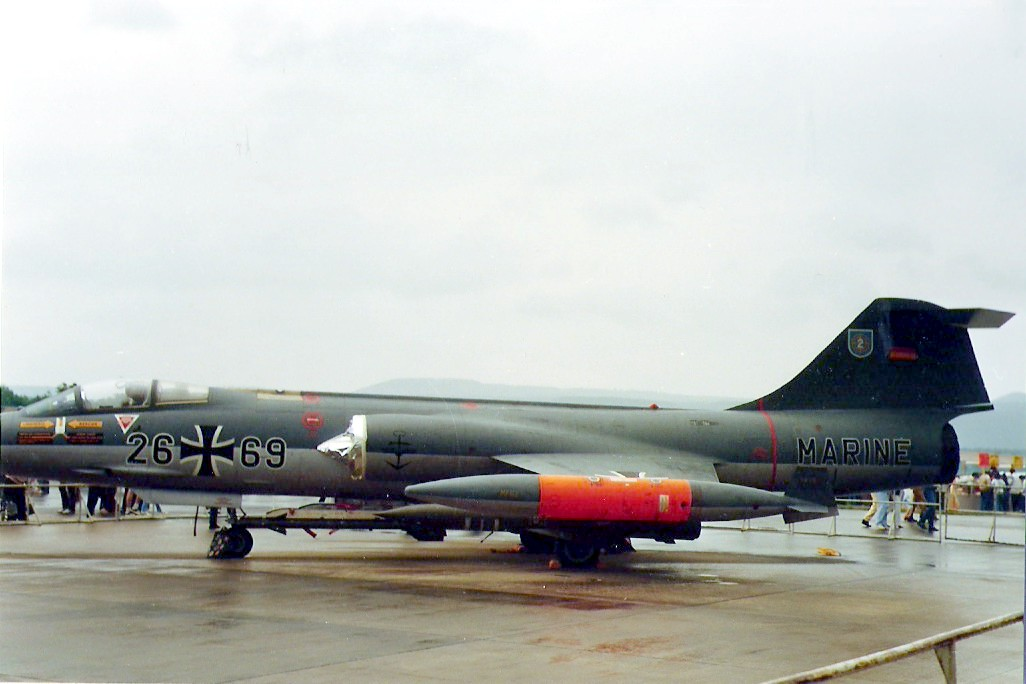
Un F-104G de la marine allemand en 1984.
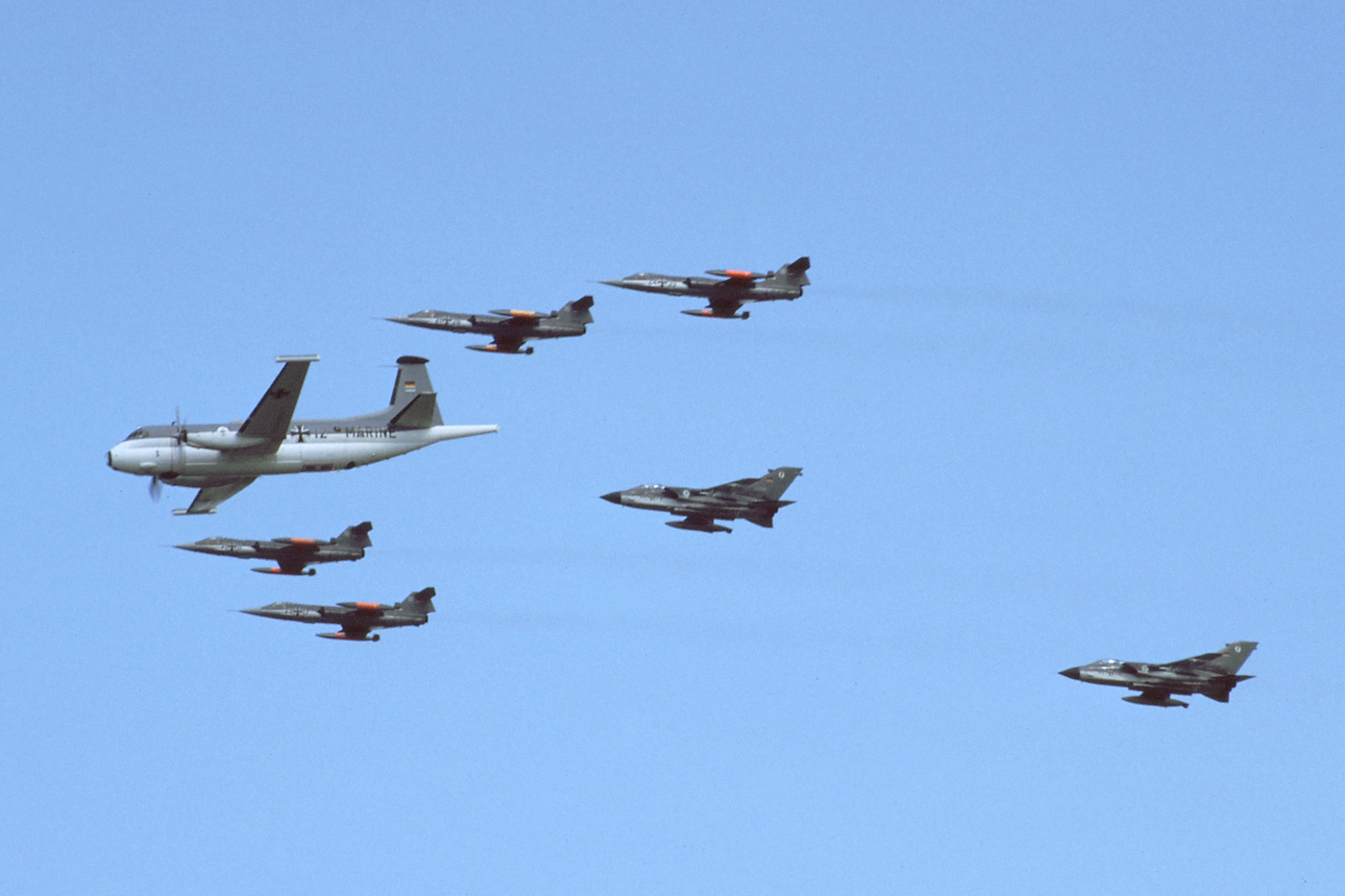
Un avion de patrouille maritime Breguet Atlantic, quatre RF-104G et deux Panavia Tornado en formation pour une parade en 1985.
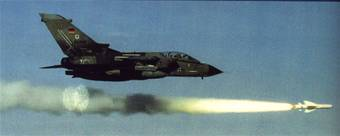
Un Tornado IDS de la marine allemande lançant un missile antinavire Kormoran.